# Haunted Collector - Il collezionista dell'occulto
Haunted Collector - Il collezionista dell'occulto è un reality show televisivo statunitense trasmesso dal canale Syfy. La prima stagione ha esordito il 1º giugno 2011 e si è conclusa il 6 luglio 2011. La serie è caratterizzata da un team di investigatori del paranormale guidati dal demonologo John Zaffis, che indaga su presunti luoghi infestati nella speranza di individuare ed eliminare eventuali artefatti in loco o oggetti che possono essere la fonte della attività paranormale poltergeist.
La seconda stagione è stata prodotta nel dicembre 2011 e trasmessa dal 6 giugno 2012.
Il 17 settembre 2012, la Syfy ha annunciato la realizzazione di una terza stagione composta da 12 episodi, poi trasmessa dal 6 marzo 2013.
L'8 novembre 2013 la Syfy ha annunciato la cancellazione del programma.

## Trama
Il demonologo John Zaffis, e la sua famiglia, indagano i siti di presunti fenomeni paranormali. La famiglia Zaffis e la loro squadra viaggiano in tutto il mondo per studiare oggetti che Zaffis identifica come oggetti che hanno qualcosa a che fare con gli spiriti o energie. Zaffis rimuove gli oggetti dalla loro locazione e li porta nel suo museo di cimeli infestati situato in un fienile nella sua proprietà a Stratford, Connecticut.

## Cast
- John Zaffis - caposquadra, proprietario del Zaffis Paranormal Museum situato a Stratford, Connecticut
- Chris Zaffis - investigatore del paranormale
- Aimee Zaffis - ricercatore storico
- Brian Cano - tecnico delle attrezzature
- Beth Ezzo - investigatore/sensitivo (Stagione 1)
- Jason Gates - investigatore del paranormale/ricercatore storico (Stagione 2 - presente)
- Jesslyn Brown - investigatore (Stagione 2 - presente)

## Struttura degli episodi
- Client tour: John e Aimee passeggiano con il cliente nella casa trovando possibili oggetti maledetti.
- Fase 1 - sopralluogo diurno: Brian, Chris e Jason sistemano l'apparecchiatura e cercano nella casa eventuali Onde elettromagnetiche.
- Ricerca storica: Aimee e Jason si recano nella biblioteca locale per trovare qualsiasi informazione storica sul luogo.
- Fase 2 - indagine notturna: L'intero team (esclusa Aimee) investigates entire location at night using night vision.
- Item research: John porta l'oggetto che crede maledetto da un esperto per avere ulteriori informazioni su di esso.
- Incontro finale con il cliente: John informa il cliente sulle scoperte effettuate durante l'indagine e chiede loro se vogliono che l'oggetto infestato venga rimosso.
- Placing haunted item in paranormal museum: John rimuove l'oggetto maledetto e lo colloca nel suo museo del paranormale.
- Client follow-up (not aired): La voce fuori campo di John informa i telespettatori sulla situazione del cliente dopo che l'oggetto maledetto è stato rimosso.

## Serie
| Stagione | Stagione | Episodi | Trasmissione originale | Trasmissione originale |
| Stagione | Stagione | Episodi | Primo episodio         | Ultimo episodio        |
| -------- | -------- | ------- | ---------------------- | ---------------------- |
|          | 1        | 6       | 1º giugno 2011         | 6 luglio 2011          |
|          | 2        | 12      | 6 giugno 2012          | 29 agosto 2012         |
|          | 3        | 12      | 6 marzo 2013           | 5 giugno 2013          |

## Episodi

### Stagione 1 (2011)
- Haunted Bayou / Library Ghost
- My Mother's Ghost / Paranormal Predator
- Burning Spirits / Ghosts of the West
- The Sanitarium / Firehouse Phantom
- Uncivil Spirit / Revolutionary Ghost
- Slaughterhouse Ghosts / Supernatural Sword

### Stagione 2 (2012)
- Haunted Mansion / Ghost Mill
- Haunted Inn / Long Live the Kings
- Haunted Villa / Spirit Springs
- Priest Gun / Haunted Asylum
- Haunted Rectory / Grand Midway Ghosts
- Stirring the Dead / Ghost Writer
- Casino Phantom / California Nightmare
- Bare Bones / Octagon Haunting
- Ghost Tavern / Terror House
- Firestarter / Haunted Museum
- Enfield Horror / Masonic Spirits
- Haunted Island / Ghosts of Maui

### Stagione 3 (2013)
- Farm Stalker / Echo Club Spirits
- Cigar Bar Spirits / Child's Play
- Ghost Behind Bars / Haunted Brothel
- Island Of Fear / Tropical Terror
- Haunted Emmitt House Ghosts / Shadow Intruder
- Spirits of Gettysburg / Headless Horseman
- Ghosts of Geneva / Fort Fear
- Shadow Boxer / Ghost Storm
- Lakeside Terror / Pythian Secrets
- Hollywood Haunting / Gold Rush Ghost
- Haunted Seminary / Ghost Games
- House Of Pain / Antique Spirits